# Houston Rockets 1972-1973
La stagione 1972-73 degli Houston Rockets fu la 6ª nella NBA per la franchigia.
Gli Houston Rockets arrivarono terzi nella Central Division della Eastern Conference con un record di 33-49, non qualificandosi per i play-off.

## Roster
| N° | Naz.                   | Ruolo | Sportivo          | Anno | Alt. | Peso |
| -- | ---------------------- | ----- | ----------------- | ---- | ---- | ---- |
| 4  | Stati Uniti (bandiera) | G     | Paul McCracken    | 1950 | 193  | 82   |
| 4  | Stati Uniti (bandiera) | A     | Greg Smith        | 1947 | 196  | 88   |
| 6  | Stati Uniti (bandiera) | AC    | Zaid Abdul-Aziz   | 1946 | 206  | 107  |
| 11 | Stati Uniti (bandiera) | G     | Jimmy Walker      | 1944 | 191  | 88   |
| 14 | Stati Uniti (bandiera) | GA    | Mike Newlin       | 1949 | 193  | 91   |
| 16 | Stati Uniti (bandiera) | C     | George E. Johnson | 1947 | 211  | 111  |
| 20 | Stati Uniti (bandiera) | AC    | Otto Moore        | 1946 | 211  | 93   |
| 22 | Stati Uniti (bandiera) | A     | Eric McWilliams   | 1950 | 203  | 91   |
| 23 | Stati Uniti (bandiera) | G     | Calvin Murphy     | 1948 | 175  | 75   |
| 24 | Stati Uniti (bandiera) | GA    | Jack Marin        | 1944 | 201  | 91   |
| 25 | Stati Uniti (bandiera) | AC    | Cliff Meely       | 1947 | 203  | 98   |
| 40 | Stati Uniti (bandiera) | GA    | Dick Gibbs        | 1948 | 196  | 95   |
| 40 | Stati Uniti (bandiera) | GA    | Stan McKenzie     | 1944 | 196  | 88   |
| 45 | Stati Uniti (bandiera) | A     | Rudy Tomjanovich  | 1948 | 203  | 99   |

## Staff tecnico
- Allenatori: Tex Winter (17-30) (fino al 21 gennaio)[1], Johnny Egan (16-19)
- Vice-allenatore: Johnny Egan (fino al 21 gennaio)